# Bieżeń
Bieżeń (prononciation : [ˈbjɛʐɛɲ]) est une localité polonaise de la gmina de Wręczyca Wielka, située dans le powiat de Kłobuck en voïvodie de Silésie.